# Cerkev svete Foške, Peroj
Cerkev sv. Foške pri Batvačih, blizu Peroja v Istri, je majhna srednjeveška triladijska bazilika s tremi vzidanimi apsidami. Trije pari polkrožnih arkad delijo glavno ladjo od stranskih. Najstarejši deli cerkve datirajo v začetek 7. stoletja, ladje pa so bile poviševane v 12. in 17. stoletju. V preteklosti je bila celotna notranjost bazilike poslikana, freske pa so ohranjene le na manjših površinah. Umetniško najpomembnejši del cerkve predstavlja ohranjena zidna slika Jezusovega vnebovhoda iz 12. stoletja: na sliki je Jezus na prestolu v mandorli, ki jo nosijo štirje angeli, v spodnjem delu je šest apostolov, ki sledijo temu odhodu v nebo, z zgornje strani je kompozicija obrobljena s široko borduro. Freske so lep primer benediktinskega slikarstva iz obdobja romanike.
Prvotna zgodnjekrščanska cerkvica danes nosi baročno podobo. V tem času je bila pred vhodom prizidana tudi velika lopa (največja v Istri), katere streha pa se je leta 1956 podrla; danes so vidne le slepe arkade. Nad vhodom v cerkev je bifora. V severni ladji cerkve je postavljen majhen lapidarij, kjer so zbrani kamniti fragmenti, najdeni v času arheološkega raziskovanja cerkve in izvirajo iz obdobja od antike do zgodnjega srednjega veka.
Cerkev sv. Foške je romarski kraj, kjer naj bi po verskih pričevanjih prišlo do čudežnih ozdravitev.
Nedaleč od cerkve se nahajajo največji istrski kažuni (kamnita pastirska zatočišča, ki so najpristnejši prikaz preproste ljudske arhitekture).